# Stamboom Elisabeth van Leuchtenberg (1537-1579)
Dit is de beknopte stamboom van Elisabeth van Leuchtenberg (1537-1579).
| Stamboom Elisabeth van Leuchtenberg (1537-1579)                                                    | Stamboom Elisabeth van Leuchtenberg (1537-1579)                                                  | Stamboom Elisabeth van Leuchtenberg (1537-1579)                                                  | Stamboom Elisabeth van Leuchtenberg (1537-1579) | Stamboom Elisabeth van Leuchtenberg (1537-1579) | Stamboom Elisabeth van Leuchtenberg (1537-1579)                                                         | Stamboom Elisabeth van Leuchtenberg (1537-1579)                                                         |
| -------------------------------------------------------------------------------------------------- | ------------------------------------------------------------------------------------------------ | ------------------------------------------------------------------------------------------------ | --- | --- | --- | --- |
| Grootouders                                                                                        | Johann IV, landgraaf van Leuchtenberg (1470-1531) x Margaretha van Schwarzburg                   | Johann IV, landgraaf van Leuchtenberg (1470-1531) x Margaretha van Schwarzburg                   | Johann IV, landgraaf van Leuchtenberg (1470-1531) x Margaretha van Schwarzburg                                                                          | Frederik I van Brandenburg-Ansbach (1460-1536) x 1479 Sophia Jagiellon (van Polen) (1464-1512)                                                          | Frederik I van Brandenburg-Ansbach (1460-1536) x 1479 Sophia Jagiellon (van Polen) (1464-1512)          | Frederik I van Brandenburg-Ansbach (1460-1536) x 1479 Sophia Jagiellon (van Polen) (1464-1512)          |
| Ouders                                                                                             | Georg III van Leuchtenberg (1502-1555) x 1527 Gravin Barbara van Brandenburg-Ansbach (1495-1552) | Georg III van Leuchtenberg (1502-1555) x 1527 Gravin Barbara van Brandenburg-Ansbach (1495-1552) | Georg III van Leuchtenberg (1502-1555) x 1527 Gravin Barbara van Brandenburg-Ansbach (1495-1552)                                                        | Georg III van Leuchtenberg (1502-1555) x 1527 Gravin Barbara van Brandenburg-Ansbach (1495-1552)                                                        | Georg III van Leuchtenberg (1502-1555) x 1527 Gravin Barbara van Brandenburg-Ansbach (1495-1552)        | Georg III van Leuchtenberg (1502-1555) x 1527 Gravin Barbara van Brandenburg-Ansbach (1495-1552)        |
| Elisabeth van Leuchtenberg (1537-1579) x 1559 Jan VI van Nassau-Dillenburg (1536-1606) Jan de Oude |                                                                                                  |                                                                                                  | | | | |
| Kinderen (onder meer)                                                                              | Willem Lodewijk (1560-1620) x 1587 Anna van Nassau (1563-1588)                                   | Willem Lodewijk (1560-1620) x 1587 Anna van Nassau (1563-1588)                                   | Johan VII ‘de Middelste’ (1561-1623) x 1581 Magdalena van Waldeck-Wildungen (1558-1599) x 1603 Margaretha van Sleeswijk-Holstein-Sonderburg (1583-1658) | Johan VII ‘de Middelste’ (1561-1623) x 1581 Magdalena van Waldeck-Wildungen (1558-1599) x 1603 Margaretha van Sleeswijk-Holstein-Sonderburg (1583-1658) | Ernst Casimir (1573-1632) x 1607 Sophia Hedwig van Brunswijk-Wolfenbüttel (1592-1642)                   | Ernst Casimir (1573-1632) x 1607 Sophia Hedwig van Brunswijk-Wolfenbüttel (1592-1642)                   |
| Kleinkinderen (onder meer)                                                                         | -                                                                                                | -                                                                                                | Johan Maurits (1604-1679) en anderen | Johan Maurits (1604-1679) en anderen | Hendrik Casimir I (1612-1640) Willem Frederik (1613-1664) 7 andere kinderen (die niet volwassen werden) | Hendrik Casimir I (1612-1640) Willem Frederik (1613-1664) 7 andere kinderen (die niet volwassen werden) |